# 807
| Calendário gregoriano                                                        | 807 DCCCVII                                            |
| Ab urbe condita                                                              | 1560                                                   |
| Calendário arménio                                                           | 256 – 257                                              |
| Calendário bahá'í                                                            | -1037 – -1036                                          |
| Calendário budista                                                           | 1351                                                   |
| Calendário chinês                                                            | 3503 – 3504 Início a 11 de fevereiro (aproximadamente) |
| Calendário copta                                                             | 523 – 524                                              |
| Calendário etíope                                                            | 799 – 800                                              |
| Calendários hindus - Vikram Samvat - Calendário nacional indiano - Cáli Iuga | 862 – 863 728 – 729 3907 – 3908                        |
| Calendário Holoceno                                                          | 10807                                                  |
| Calendário islâmico                                                          | 191 – 192                                              |
| Calendário judaico                                                           | 4567 – 4568                                            |
| Calendário persa                                                             | 185 – 186                                              |
| Calendário rúnico                                                            | 1057                                                   |
| Calendário solar tailandês                                                   | 1350                                                   |

807 (DCCCVII, na numeração romana) foi um ano comum do século IX do Calendário Juliano, da Era de Cristo, a sua letra dominical foi C (52 semanas), teve início a uma sexta-feira e terminou também a uma sexta-feira.
| Ano completo                       |
| ---------------------------------- |
| Ano comum com início à sexta-feira |